# Silberne Gebirgswühlmaus
Die Silberne Gebirgswühlmaus oder Silberfell-Gebirgswühlmaus (Alticola argentatus) ist eine Nagetierart aus der Gattung der Gebirgswühlmäuse (Alticola). Sie kommt in großen Teilen von Zentral- bis Ostasien vor.

## Merkmale
Die Silberne Gebirgswühlmaus erreicht eine Kopf-Rumpf-Länge von 9,4 bis 11,5 Zentimeter mit einem Schwanz von 3,0 bis 3,3 Zentimeter Länge bei einem Gewicht von etwa 25 bis 40 Gramm. Die Hinterfußlänge beträgt 18 bis 20 Millimeter, die Ohrlänge 14 bis 15 Millimeter. Das Rückenfell und die Körperseiten sind in der Regel strohgelb bis -braun mit grauen Einwaschungen. An den Körperseiten wird es zur Bauchseite blasser und geht in das gräulich-weiße Bauchfell über. Anders als bei den verwandten Gobi-Altai-Gebirgswühlmaus (Alticola barakshin) und Mongolische Silberwühlmaus (Alticola semicanus) weist das Bauchfell keine Rotanteile auf. Die Oberseite der Füße ist weiß oder gräulich weiß. Der Schwanz erreicht eine Länge, die etwa einem Drittel der Kopf-Rumpf-Länge entspricht und ist mit weißen und blassbraunen Haaren bedeckt. Die Oberseite des Schwanzes ist häufig brauner als die Unterseite, eine klare Trennlinie gibt es allerdings nicht.

## Verbreitung
Die Silberne Gebirgswühlmaus kommt in einem großen Gebiet in Zentral- und Ostasien vom Westen der Volksrepublik China im Tian Shan in den Provinzen Xinjiang und Gansu über Teile des östlichen Kasachstan, Usbekistan, Kirgisistan und Tadschikistan bis in den Hindukusch im nördlichen Afghanistan, in der Provinz Khyber Pakhtunkhwa in Pakistan und im indischen Bundesstaat Jammu und Kashmir vor. Die Höhenverbreitung liegt bei etwa 1500 bis 3600 Metern.

## Lebensweise
Die Silberne Gebirgswühlmaus lebt vor allem in Geröll- und felsigen Erosionsflächen im Bereich alpiner Wiesen und Weiden sowie in Buschland in Höhen von 1500 bis 3000 Metern, manchmal auch in höheren Lagen. Die Tiere sind tagaktiv und ernähren sich strikt herbivor im Frühjahr und Sommer von grünen und im Winter von trockenen Gräsern. Das Gras wird tagsüber eingesammelt und auf sonnenexponierten Felsen getrocknet, das Heu bringen die Tiere in ihr Nest. Sie legen Tunnel unter Steinen und Felsen an und bauen ein rundes Nest mit einem Durchmesser von 20 bis 25 Zentimetern an. Zur Kommunikation nutzen sie hohe Pfiffe.
Die Fortpflanzung findet in zwei Perioden statt, die zwischen April und August liegen. Die Weibchen gebären vier bis fünf Jungtiere pro Wurf.

## Systematik
Die Silberne Gebirgswühlmaus wird als eigenständige Art innerhalb der Gattung der Gebirgswühlmäuse (Alticola) eingeordnet, die aus zwölf Arten besteht. Die wissenschaftliche Erstbeschreibung stammt von dem russischen Zoologen Nikolai Alexejewitsch Sewerzow aus dem Jahr 1879, der die Art anhand von Individuen aus der Umgebung von Alichur im Bezirk Murghob im Pamir-Gebirge in Tadschikistan beschrieb. Teilweise wurde die Art als Unterart der Royle-Gebirgswühlmaus (Alticola roylei) betrachtet.

## Status, Bedrohung und Schutz
Die Silberne Gebirgswühlmaus wird von der International Union for Conservation of Nature and Natural Resources (IUCN) als nicht gefährdet (Least concern) eingeordnet. Begründet wird dies mit dem sehr großen Verbreitungsgebiet und den angenommenen großen Beständen der Art. Im gesamten Verbreitungsgebiet der Art sind keine bestandsgefährdenden Risiken bekannt, regional kann es zur Bedrohung einzelner Populationen aufgrund der Überweidung durch die lokale Viehhaltung kommen.

## Belege
1. 1 2 3 4 5 6  Darrin Lunde, Andrew T. Smith: Silver Mountain Vole. In: Andrew T. Smith, Yan Xie: A Guide to the Mammals of China. Princeton University Press, Princeton NJ 2008, ISBN 978-0-691-09984-2, S. 216–217.
2. 1 2 3 4  Alticola argentatus in der Roten Liste gefährdeter Arten der IUCN 2016.2. Eingestellt von: S. Molur, 2008. Abgerufen am 11. September 2016.
3. ↑  Alticola argentatus. In: Don E. Wilson, DeeAnn M. Reeder (Hrsg.): Mammal Species of the World. A taxonomic and geographic Reference. 2 Bände. 3. Auflage. Johns Hopkins University Press, Baltimore MD 2005, ISBN 0-8018-8221-4.